# 鈴木正二
鈴木 正二（すずき しょうじ、1913年1月20日 - 2010年9月21日）は、日本の経営者。第四銀行頭取、会長を務めた。新潟県出身。

## 経歴・人物
1935年に京都帝国大学法学部を卒業し、同年に第四銀行に入行した。1959年11月に取締役に就任し、1962年11月に常務、1970年3月に専務を経て、1972年11月に頭取に就任した。1983年3月に会長に就任し、1988年6月から取締役相談役を務めた。
1978年11月に藍綬褒章を受章し、1983年11月に勲三等瑞宝章を受章した。
2010年9月21日肺炎のために死去。97歳没。